# Signoria d'Irlanda
La Signoria d'Irlanda (in latino: Dominium Hiberniae; in inglese: Lordship of Ireland, in gaelico: Tiarnas na hÉireann) è stata una signoria feudale esistita in Irlanda durante il Medioevo. 

## Storia
Venne creata in seguito all'invasione normanna dell'Irlanda del 1169-71 e durò fino al 1541, anno in cui venne istituito il Regno d'Irlanda. Primo signore d'Irlanda fu Enrico II d'Inghilterra. La signoria veniva governata dal Parlamento d'Irlanda con sede nel Pale, e il Signore d'Irlanda (Lord of Ireland) era membro dei Plantageneti. Essendo quindi il Signore d'Irlanda anche Re d'Inghilterra, egli veniva rappresentato localmente dal Lord luogotenente d'Irlanda.
Il sistema feudale consentì agli Hiberno-Normanni una ampia autonomia, paragonabile a quella dei precedenti re gaelici, e la creazione di contee (earldom) per le proprie casate. Sebbene la Signoria rappresentasse nominalmente tutta l'isola, molte parti di essa non vennero mai conquistate dai Normanni, come ad esempio il Thomond e il Desmond nel Munster o il Tyrconnell e il Tyrone nell'Ulster. Tali zone rimasero entità sovrane distinte, fino all'epoca dei Tudor.